# Лаборець
Ла́борець (словац. Laborec) — річка у східній Словаччині.
Довжина 129 км, площа басейну 4522 км². Бере початок у Низьких Бескидах на висоті 682 м, впадає в Латорицю.
На Лаборці розташовані міста Меджилабірці і Гуменне. Основні притоки: Удава, Уж і Ціроха.

## Походження назви
Колишня назви Лабірця ― Свіржава. Найдавніша угорська хроніка «Діяння угрів» анонімного автора повідомляє про походження назви річки від князя білих хорватів Лаборця, що володарював між Тисою і Дунаєм, якого вбили угри (мадяри):

| …князь тієї фортеці на ім'я Лаборець, який їхньою мовою звався Дука, вислизнувши, поспішав до фортеці Земплин, Словаччина. Воїни вождя, пустившись навздогін, біля якоїсь річки схопили його, повісили на тому ж таки місці, і від того дня ту річку назвали за його іменем Лаборець. |